# حسن أبو عتمان
حسن أبو عتمان (15 يوليو 1929 - 19 يونيو 1990) هو شاعر غنائي وكاتب أغاني مصري.

## حياته ونشأته
ولد في مدينة المحلة الكبرى، محافظة الغربية أحد أهم شعراء الأغنية الشعبية في مصر واسم بارز في الغناء الشعبي. يترافق اسم حسن أبو عتمان مع محمد رشدي وأحمد عدوية، حيث تتلازم أشعاره مع أغانيهما. صنع لونًا لم تعتده الأغنية المصرية من قبل. تتميز كلامته بخفّة الظل والقدرة على صناعة البهجة أو الشجن حين تستمع إلى أحد مواويله. ولعل هذا ما دعا الموسيقار الكبير محمد عبد الوهاب يقول عن أحمد عدوية «هو هذا المطرب الذي يسمعه المهمشون في العلن ويسمعه المثقفون في الخفاء».
ولد الشاعر حسن في المحلة الكبرى في 15 يوليو 1929 وتوفي في 19 يونيو 1990، ودخل المدرسة حتى المرحلة السادسة الابتدائى لكنه أصيب بسحابة بيضاء في عينه مما جعل عائلته في ظل عدم وجود تقدم طبي يصرون على إخراجه من المدرسة، وفي سن الرابعة عشرة عمل موظفا في شركة «مصر للغزل والنسيج» بالمحلة الكبرى، وكان وقتها يكتب الأزجال إضافة إلى نشاطه الفنى الواضح في مسرح الشركة التي استمر بها لمدة 10 سنوات ثم تركها ليفتتح «صالون حلاقة» خاصاً به.
كان سعيدا بمحل الحلاقة الذي افتتحه خاصة بعد أن أصبح المحل الأشهر في الحلاقة على مستوى المحلة الكبرى كما قال إن الحلاقة كانت تشعره بأنه فنان يرسم لوحة لوجه إنسان أي أنه لم يتخذ من مهنة الحلاقة وسيلة لكسب الرزق فقط بل كان يتخذها مهنة يحبها حتى أنه كان يتمنى أن يتم إقامة مسابقات عن الحلاقة لإحساسه بأنه سيتفوق فيها لأنه وصل إلى درجة احترافية جعلته مشهورا في هذا المجال في المحلة الكبرى بأكملها.

## مسيرته
عاش فترة طويلة في المحلة الكبرى منذ ولادته عام 1929 إلى أن انتقل إلى القاهرة عام 1964 ليستقر في حي شعبي في عزبة «أبو قتادة» تحت كوبرى فيصل وترك أبناءه مع زوجته ليعيشوا في بيت الجد في المحلة الكبرى وكان يزورهم في فترات متقطعة حتى عام 1974 بعد أن استقر حاله في القاهرة فقرر بعد 10 سنوات أن يصطحبهم معه للإقامة في شقة متواضعة للغاية بشارع النويش بالجيزة، وكان متواضعا بالدرجة التي جعلته يفضل العيش في هذه الشقة رغم أنه كان يستطيع أن يقيم في شقة مرفهة، وكان كثيرون يعرضون عليه ذلك من بينهم صديقه صاحب شركة صوت الحب عاطف منتصر.
أولى الأغنيات التي كتبها في بداياته الفنية كانت أغنية «بنت الحلال» التي كانت تقول كلماتها «بنت الحلال اللى عليها النية.. تسوى ملايين.. بس لو بإيديه.. قولوا لأبوها المهر غالى عليا»، بعدها جاءت بداياته الحقيقية مع المطرب محمد رشدى من خلال أغنية «عرباوى» التي لحنها الموسيقار حلمى بكر وكانت تقول كلماتها «عرباوى شغلاه الشابة الحلوة الشابة الأمورة.. أم التربيعة بترسم ضلاية على القورة.. وضفاير غارت «م» القصة.. رقصت على رن الخلاخيل.. وعيون يا صباية ما تتوصى.. غية وبتطير زغاليل..بتبص بصة الله عليها.. الشمس تخجل قدام عينيها.. إشحال أنا يا أبو قلب غاوى».
ومضى يقول بعدها كتب للمطرب محمد رشدى عدداً من الأغانى منها «حسن ونعيمة» و«عشرية» و «الله فرحنالك يا وله» وغيرها من المواويل في سيرة ادهم الشرقاوى، واستمر عمله مع المصرب محمد رشدى لمدة عشر سنوات منذ بداية الستينيات وحتى السبعينيات كما عمل مع المطرب عبد اللطيف التلبانى لكنه لم يأخذ حقه من الشهرة، بعدها بدأ يكتب لأحمد عدوية الذي كان يعمل «عازف رق» في إحدى الفرق المتخصصة في إحياء الأفراح الشعبية، ولعب القدر دوره في غياب مطرب فرقته فتم الاستعانة وقتها بأحمد عدوية ليبدأ مشواره الفنى مع الغناء بعد أن حدثت صداقة وطيدة بينه وبين حسن أبو عتمان الذي وجده في أحد الأفراح الشعبية يقوم بغناء «السح الدح إمبو» للريس بيرة. من هنا بدأ العمل مع الثلاثي المطرب «أحمد عدوية» والمنتج عاطف منتصر وعازف الأكورديون محمد عصفور الذي قام بتلحين أغنية «سلامتها أم حسن» التي حققت نجاحا، بعدها انطلق في عالم كتابة الأغنية الشعبية فكتب للمطرب أحمد عدوية العديد من الأغانى الناجحة منها أغنية «كله على كله» و «زحمة يا دنيا زحمة» و «يا بنت السلطان» و «يا ليل يا باشا» و «كراكشنجى» وغيرها من الأغانى التي وضعت المطرب أحمد عدوية في صفوف أشهر مطربى الأغنية الشعبية، كانت غالبية أغاني أحمد عدوية كانت من تأليف حسن أبو عتمان.
صرح الموسيقار هاني شنودة في أحد البرامج التليفزيونية أنه سأل الشاعر حسن أبوعتمان عن أشعاره وكان رده كمثال على "سلامتها أم حسن، أن اسمه حسن وقصد بهذه الأغنية مصر وبالذات في هذه الفترة من تاريخ مصر، وكذلك الحال مع "زحمة يا دنيا زحمة" والتي قصد بها حالة اجتماعية في مصر (ازدادت سوءا الآن) من ازدحام الشوارع.
وعن أكثر ما كان يسعد الشاعر حسن أبو عتمان حكت أخلاق - الابنة الكبرى: كان والدى يسعد كثيرا عندما يكتب أغنية جديدة وتحقق نجاحاً كبيراً لكنه كان يحزن أوقاتا كثيرة لأنه لم يحصل على حقه من الشهرة بقدر شهرة أغانيه كما أن منع المطرب الشعبى أحمد عدوية من الغناء في الإذاعة والتليفزيون كان يقلل من نجاح هذه الأغانى مما يجعله يشعر بحالة من الاكتئاب جعلته يمتنع عن الكتابة في بداية الثمانينيات.
وبشأن المواقف الصعبة في حياة الشاعر حسن أبو عتمان كانت حالة الحزن الشديد سيطرت عليه بعد حادثة عدوية الشهيرة التي منعته فترة من الزمن من الغناء إضافة إلى حالة الاكتئاب التي ظلت مسيطرة عليه منذ بداية الثمانينيات وتحديدا عام 84 حتى أنه امتنع عن بيع أغانيه التي بلغت 77 أغنية لم يتم غناؤها بعد حيث كان يكتفى بكتابتها والاحتفاظ بها ومنها أغنية «يا أم الحجاب» و «دنيا مريضة وعايزة علاج» وغيرهما من الأغانى.

## وفاته
توفي في مستشفى الهرم بسبب مرض الشعب الهوائية بالصدر وقبل وفاته بساعة واحدة قال لأبنه «ماكنش العشم يا دنيا أشوف الذل بعنيا».. فقال له «ليه كده.. فقال «كدة خلاص» فقال له «تعالى قوم علشان تنام «فقال «أنام أنا.. إزاى أنام.. وفين أهرب من الأيام ده أنا لو يوم غلبنى النوم.. بأكون آخر عيون بتنام» ثم توفى بعدها بساعة.

## زواجه
تزوج مرة واحدة وأنجب ولدين هم محمد وكريم وبنت واحدة هي أخلاق. أختار هذا الاسم لرغبته في أن يكون لها اسم جديد وغير متداول إضافة إلى حبه الشديد لوالدتها التي كان يريد الجميع أن ينادونها ب «أم أخلاق».

## إنتقادات
عانى كثيرا من الهجوم الذي كانت تتعرض له أغانيه لكنه كان على قناعة كبيرة بأن الناس ستعرف يوماً ما قيمة الأغانى التي كان يكتبها مثل أغنية «سلامتها أم حسن» التي كتبها بعد نكسة 67 وكانت تقول كلماتها «سلامتها أم حسن».. م العين ومن الحسد، وسلامتك يا حسن.. م الرمش اللى حسد، جالها الدور اللى ماشى.. والدور مانيمهاشى، والعين ما سايبهاشى.. محسودة أم حسن، ملبوخة ليه ملبوخة.. م الفكر جالها دوخة، حرقت شبه فاسوخة.. ملاقتش أم حسن، عملولها الزار لطشها.. وكأنه عيار دوشها، ياريت كان حد حاشها.. معذورة أم حسن، جرى إيه يا أم حسن.. لا يميها واخجلى، لا بخور ولا زار بينفع.. ما تفوقى وتعقلى.
مناسبة كتابة الأغنية «سلامتها أم حسن» كانت تشبيهه «أم حسن» «بأمه مصر» «أما حسن» فكان اسمه الشخصى، فقال «سلامتها أم حسن» أي سلامة مصر بعد النكسة أما «ملبوخة ليه ملبوخة» فكان يقصد حال البلد «مصر» الملبوخة اقتصاديا وسياسيا وفنيا، ملخصا بذلك هذه الفترة الصعبة.
أغنية «كله على كله» كتبها بعد انتصار 73 وكانت تقول كلماتها «كله على كله».. لما تشوفه قوله، هو فاكرنا إيه.. مش ماليين عينيه، روح قوله حصل إيه.. قوله على كله، بره واللى بره مين.. ده إحنا معلمين، لو الباب يخبط.. نعرف بره مين قوله إن كنت تقيل.. ولا مالكش مثيل، قلبى مهواش مسرح.. لهواية التمثيل.
«زحمة يا دنيا زحمة» التي لحنها هاني شنودة كانت مناسبة كتابتها أن مر مع أحد أصدقائه عام 78 على نقطة تفتيش «كمين» فتم اقتياده إلى الحجز مع صديقه وعندما دخل إلى هناك فوجئ زحام شديد داخل غرفة الحجز حتى أن صديقه أخذ يردد كلمة «زحمة» أكثر من مرة فكتب الأغنية كاملة في حجز القسم، وكانت تقول كلماتها «زحمة يا دنيا زحمة.. زحمة وتاهوا الحبايب، زحمة ولا عادش رحمة.. مولد وصاحبه غايب»، وكانت هذه الأغنية علامة في تاريخ الشاعر حسن أبو عتمان رغم أنها عندما ظهرت أعابوا عليها بأنها فن هابط رغم أن الألبوم الذي ضمها حقق مبيعات وصلت إلى مليون نسخة كأول مليون نسخة في سوق الكاسيت وحصل الألبوم الذي كتبه بالكامل على الأسطوانة البلاتينية.
لم يكتف بكتابة الأغنية الشعبية لكنه كتب الأغنية الوطنية أيضا، فبعد جلاء القوات البريطانية عن مصر كتب أغنية «يوم المنى» التي لحنها عبد العظيم عبد الحق وغنتها عائشة حسن وكانت تقول كلماتها «يوم الجلاء عن أرضنا.. يوم السعادة والهنا، وعقبال ما تطهر أرضكم.. يا أهل العروبة كلكم، من الخليج الفارسى.. إلى المحيط الأطلسى، يبقى صحيح يوم الهنا». أغنية «كراكشنجى» لم تنجح إلا في عام 2002 رغم أنه كتبها منذ 18 سنة، وكانت هذه الأغنية استعراضاً لإمكانياته في كتابة مفردات الأغانى لكنه تم منعها من التسجيل في مصر فتم تسجيلها في اليونان وكانت تباع في مصر وكان يتم مصادرتها وتحرير محضر رسمى لمن يذيعها. أغنية «حبة فوق.. وحبة تحت» كانت تقول كلماتها «يا أهل الله يا اللى فوق ما تطلوا ع التحت.. ولا خلاص اللى فوق مش دارى باللى تحت.. طاب حبة فوق وحبة تحت» انطبق عليها نفس الأمر واتهمها البعض بالإسفاف.
كتب عام 1950 أغنية دينية وطنية أثناء حرب الفدائيين المصريين ضد الاستعمار البريطاني بعنوان «بنعبدك يا عظيم الجاه» للمطرب عباس البليدى الذي لحنها وقدمها للإذاعة وكان يقول مطلعها «بنعبدك يا عظيم الجاه.. ومنين هتهزمنا العاصيين، وأمتك يا رسول الله.. محال حيحكمها عدويين» ثم قدم مع نفس المطرب أغنية «صانع الكاسات» وأجرت وزارة الإرشاد «وزارة الثقافة حاليا» مسابقة حصل خلالها على ثلاث جوائز تقديرية في الزجل منها شهادة وقع عليها الرئيس الراحل جمال عبد الناصر، وبعدها استمر في الكتابة للإذاعة لكن إنتاجه كان قليلا لابتعاده عن القاهرة وقتها. لم يكتف بكتابة كل هذه النوعية من الألوان الغنائية فكتب أوبريتات غنائية من ضمنها أوبربت «العودة» لكنه لم يظهر رغم أنه كان مكتوبا بجميع اللهجات العربية.
أما حكاية الأغنية التي كتبها الشاعر حسن أبو عتمان عن ابنته أخلاق وابنه محمد فحكت عنها ابنته الكبرى: كتب والدى عنى أغنية «عيلة تايهة» بعد أن حدث بيننا نوع من الخصام غناها عدوية وكانت تقول كلماتها «عيلة تايهة يا ولاد الحلال.. ببلوزة نايلون على جيبة ترجال.. والحلوة خوخة.. جات بعد دوخة.. واللى يلاقيها يخطرنا في الحال» وحققت نجاحا كبيرا وكتب عن أخى «محمد» أغنية أخرى بسبب مشكلة حدثت بينهما وكانت تقول كلماتها «ستوه بسبست له بسبوسة.. بالسمن والسكر والعسل، عتل وكتل يا حوسة.. عاطل ونايم في العسل، خلاصة الواد خلاصة وسلاح من غير رصاصة، ولا نافع في الدراسة.. ولا يسد في عمل» وغناها عدوية ولاقت أيضا شهرة كبيرة.
وقال محمد - الابن الأوسط: كان هناك هجوم على لون الأغانى التي كان يكتبها والدي لدرجة أن كل أغنية كان يكتبها كانت تتعثر رقابيا، ورغم ذلك لم يصب بالاكتئاب أو يحزن بسبب هذا الهجوم حتى أنه كان يقول إن الناس لو مافهمتش أغانيه وقتها سوف تفهمها بعد ذلك، من ضمن الأغاني التي لاقت هجوما وقتها وغناها أحمد عدوية كانت أغنية أديك تقول ماخدتش.. وإن خدت ما تدنيش، وأن شوفت تقول ما شوفتش بقى أنت ما شوفتنيش، طاب ما خدتش ما خدتش.. طب ما شوفتش ما شوفتش، يا اللى هواك يدروش.. لأ روح ما تدروشنيش، أديتك الحنان والود حرمتنى.. أديتك الأمان. خونت وخونتنى، طاب ما شوفتش ما شوفتش.. يا اللى هواك يدروش.. لأ روح ما تدروشنيش».
وأضاف: رغم اختلاف الكثيرين مع أغاني والدي لكنه ظهر في وقت كانت موجودة أم كلثوم وعبد الحليم وعبد الوهاب وفريد الاطرش.. طلع في وقت كان مستحيلاً في وقت يجرؤ للظهور فيه بهذا اللون.. حتى أنه قال لى «أنا واخد خط بيرم التونسى» ورغم الهجوم الذي كانت تتعرض له أغانى والدى إلا أنها كانت أغانى شعبية هادفة مقارنة بالأغانى التي نسمعها هذه الأيام.

## أعماله
له حوالى 120 عمل منهم:
- بنت الحلال
- المغنواتى
- حلوين عرايس بلدى
- رقصت على ضى القناديل
- يا عبد الله ياخويا سماح
- لا عجبك كده ..... ولا كده
- يا صغير على الهوى
- مسيتك بالخير
- راحوا الحبايب
- قلق
- يا ليل يا باشا يا ليل
- على فين
- القلة
- ياواد يا مظلوم
- تيجي
- والله ولعب الهوا
- صابرين
- الرلد ده
- ده ايه .. ده ايه
- بسأل على أبو شال
- والله فرحنالك
- يا عبد الله ياخويا سماح
- عرباوى
- علي كوبري أبو العلا
- عليه العوض
- فكهاني
- انزل يا قمر
- القلقشندى دبح كبشه
- حسن ونعيمة
- عشرية
- يا إسكندرية
- والله فرحنالك يا وله
- سيرة ادهم الشرقاوى
- سلامتها أم حسن
- كله على كله
- زحمة يا دنيا زحمة
- يا بنت السلطان
- يا ليل يا باشا
- كراكشنجى
- صابرين يا دنيا صابرين
- يا حسن يا مغنواتى
- يوم المنى
- حبة فوق.. وحبة تحت
- بنعبدك يا عظيم الجاه
- صانع الكاسات
- العودة
- عيلة تايهة
- ستوه بسبست له بسبوسة
- أديك تقول ماخدتش

## الميل السياسي
وحول التوجهات السياسية للشاعر حسن أبو عتمان، كان له حس سياسي واضح خاصة أنه كان ناصريا رغم أنه تم حبسه في عهد الرئيس جمال عبد الناصر بسبب أزجاله وأشعاره التي كانت تشعل الغضب في قلوب وعقول عمال «شركة الغزل والنسيج» عند المطالبة بحقوقهم المادية والمعنوية، وكان يحب ثورة 1952 حتى أنه كتب عنها قصيدة مطولة بعنوان «في الربيع» كانت تقول بعض أبياتها «بعد نص الليل في يوليه.. قام بروجى الجيش وصاح، صيحة الأحرار وصيحة.. بان صداها في الصباح اللى كان سهران بيبكى.. واللى دمع عيونه غاب، واللى كان بايت بيدعى.. قام لقى المولى استجاب، قام لقى الجيش المظفر.. نادى بالعزم الرهيب، قوم يا أكبر طاغى واسمع.. هأمرك لازم تجيب، من عرين المجد جينا.. باسم أبناء البلاد، فز واخرج من وادينا.. امشى يا مولى الفساد، حرروا الشعب اللى قضى.. طول حياته في الجحيم، حرروه من كل طاغى.. كل خاين أو لئيم».

## وفاته
توفي حسن أبو عتمان في يوم الثلاثاء 19 يونيو 1990 عن عمر يناهز 61 عاما، في مستشفى الهرم بسبب مرض الشعب الهوائية بالصدر .